# Thomas-Institut
El Thomas-Institut (en español Instituto de Investigación de Tomás de Aquino), perteneciente a la Universidad de Colonia, fue fundado en 1950 por Josef Koch. Es un centro de investigación cuya función es servir al estudio de la filosofía medieval mediante la preparación de ediciones críticas y estudios históricos y sistemáticos de autores medievales.

## Historia

### La cuestión de la pertenencia
La fundación del Thomas-Institut en el año 1950 surgió de los esfuerzos por reinstalar un centro para el estudio de la filosofía medieval en Alemania después de la Segunda Guerra Mundial, uno que pudiera inspirar la investigación de una tradición filosófica que representara ideas positivas y valores humanistas. Esto debería hacerse en relación con la Universidad de Colonia, que, después de haber sido cerrada durante la era francesa en 1798, solo se restableció en 1919 sin la orientación papal previa. La fundación de un Instituto de Investigación de Tomás de Aquino fue muy controvertida porque la ocupación con la filosofía medieval tenía la reputación de pertenecer a la neoescolástica. La Universidad de Colonia no tenía una Facultad de Teología para resolver este problema. Por lo tanto, la cátedra prevista para la filosofía medieval tuvo que instalarse en el departamento filosófico.
No existía tal cátedra en la Universidad de Colonia, aunque la ciudad de Colonia está asociada con importantes filósofos medievales como Alberto Magno, Tomás de Aquino, Juan Duns Scoto y Maestro Eckhart. Una cátedra de filosofía medieval también debería contrarrestar el desconocimiento de la filosofía moderna sobre esta época de la historia de la filosofía. Pues la época entre el cierre de la Academia de Atenas (529) y el comienzo de los tiempos modernos con el nacimiento de Descartes (1596) no puede ser excluida de la herencia filosófica de Europa. Sin embargo, el objetivo de las investigaciones en el instituto debe ser hacer que el conocimiento adquirido sea útil para los problemas del presente.

### La fundación del centro de investigación
Josef Koch, quien era uno de los expertos más conocidos en filosofía medieval en ese momento, fue elegido para la nueva cátedra. Sin embargo, Koch puso como condición el establecimiento de un instituto para la investigación y publicación de fuentes escolásticas en la Universidad de Colonia, ya que, de lo contrario, no veía requisitos previos para una cátedra de estudios medievales en Colonia. La fundación del centro de investigación fue apoyada por la "Education Branch" de la "American High Commission for Germany" en Fráncfort del Meno, ya que Koch pudo ganarse al profesor estadounidense de filosofía John O. Riedl de la Universidad Marquette en Milwaukee como partidario. Hasta la entrada de los Estados Unidos en la Segunda Guerra Mundial en 1941, Koch y Riedl ya habían trabajado muy de cerca en la traducción de los textos latinos de los filósofos medievales.

### Origen del nombre del instituto
El nombre "Thomas-Institut", naturalmente, se remonta al filósofo medieval Tomás de Aquino. El nombre de pila fue elegido sin "Santo", sin "Aquino" y también sin tomismo, porque el nombre "Tomás" (Thomas en alemán e inglés) no representaba necesariamente una doctrina escolar, sino que generalmente representaba el rango filosófico del pensamiento medieval. Un centro de investigación histórica para trabajos sobre Maestro Eckhart y Nicolás de Cusa debería mantener esta apertura para proteger el significado general de malentendidos despreciativos.

## Enfoque de la investigación

### Investigación centrada en el autor
Una deficiencia de la comprensión de los filósofos medievales es que sus textos están escritos en idiomas que hoy en día solo usan unas pocas personas. Por lo tanto, el objetivo de la investigación en el Thomas-Institut es hacer que estos textos sean accesibles al público en general mediante la traducción, la edición crítica y la publicación de estos textos. Koch y Riedl utilizaron ambos el método de investigación centrada en un único autor para resaltar el pensamiento de un filósofo individual. Koch trabaja principalmente en la edición de Meister Eckhart, mientras que Riedl era conocido por su trabajo sobre Maimónides. El primer gran proyecto en este sentido que el Thomas-Institut pudo asumir fue la publicación de los escritos de Nicolás de Cusa en traducción al alemán. Este proyecto tuvo que ser interrumpido en 1941 y pudo ser retomado en 1954 con la ayuda de la Academia de las Ciencias de Heidelberg.

### Alcance de la investigación
El alcance de la investigación sobre filósofos individuales de la Edad Media ha seguido creciendo a lo largo de los años. El Thomas-Institut se ocupa de la publicación de los siguientes autores en alemán:
- Averroes
- Avempace
- Tomás de Aquino
- Maestro Eckhart
- Durán de San Porciano
- Nicolás de Cusa
- Tomás de York
- Roberto Grosseteste
- Maimónides
- Buenaventura de Bagnoregio
- Guillaume Pierre Godin
- Sem Tob ibn Falaquera

### Congresos de Estudios Medievales en Colonia
El Thomas-Institut es un organizador de congresos de medievalismo, que inicialmente se realizaban anualmente. El primer congreso tuvo lugar del 11 al 13 de octubre de 1950, justo un día después de la fundación del centro de investigación. Debido al constante crecimiento del número de participantes, desde 1970 los congresos solo pueden celebrarse cada dos años en Colonia.

## Directores del Instituto de Investigación
| Director          | Período     | Alma mater en                  | Asignaturas                                                 |
| ----------------- | ----------- | ------------------------------ | ----------------------------------------------------------- |
| Josef Koch        | (1950-1954) | Universidad de Friburgo        | Filosofía, teología y filología clásica                     |
| Paul Wilpert      | (1954-1967) | Universidad de Múnich          | Filosofía, psicología, pedagogía y filología clásica        |
| Albert Zimmermann | (1967-1993) | Universidad de Colonia         | Filosofía, física y matemáticas                             |
| Jan A. Aertsen    | (1993-2003) | Universidad Libre de Ámsterdam | Filosofía                                                   |
| Andreas Speer     | (2003-)     | Universidad de Bonn            | Filosofía, teología, filología clásica e historia del arte. |